# 斎藤アレックス
斎藤 アレックス（さいとう あれっくす、1985年〈昭和60年〉6月30日 - ）は、日本の政治家。日本維新の会所属の衆議院議員（2期）。日本維新の会政務調査会長（第5代）。教育無償化を実現する会政務調査会長、日本維新の会国会議員団代表補佐を務めた。戸籍名は、斎藤 勇士 アレックス（さいとう ゆうし あれっくす）。

## 来歴
1985年6月30日、スペイン・マドリードにスペイン人の父と、日本人の母の間に生まれる。5歳の時に日本に移り、大阪府の大阪市や守口市で育つ。
バブル崩壊による景気の低迷もあり、1999年に父親が営んでいたスペイン料理店が閉店すると、父はスペインに帰ってしまい、母子家庭となる。母が朝から晩までパートを掛け持ちして育ててくれた姿を見て、「どうしたら経済が良くなるのか」という問題意識の芽生えから、政治家を志す。
同志社大学経済学部卒業後、証券会社勤務を経て、2013年に松下政経塾に入塾。アメリカ合衆国のチャック・フライシュマン下院議員（共和党）のインターンなどを経験し、2017年卒塾。同年4月より前原誠司衆議院議員の秘書を務める。
2018年10月、旧国民民主党が第25回参議院議員通常選挙京都府選挙区に斎藤を擁立すると発表したが、その後旧立憲民主党が同選挙区に候補者の擁立を決めたため、共倒れを回避するためとして、2019年4月に立候補を断念した。同年、大津市に移住し、次期衆院選滋賀1区に立候補すると表明。
2021年10月の第49回衆議院議員総選挙では、国民民主党公認で立候補し、小選挙区で自由民主党の大岡敏孝に敗れるも、重複立候補していた比例近畿ブロックで復活し、初当選した。
2022年2月20日、新型コロナウイルス陽性が判明。21日、衆議院は斎藤が感染したと発表した。
2023年11月30日、国民民主党に離党届を提出し、前原誠司らとともに教育無償化を実現する会を結成した。斎藤は政務調査会長に就任する。その後、同年12月13日の国民民主党両院議員総会で、提出されていた離党届が受理されず、斎藤は「党の結束を乱した」ことにより除籍処分となった。なお、斎藤は比例選出議員のため、党から衆議院議員の辞職勧告も併せて受けている。
2024年10月10日、前原らとともに日本維新の会に合流し、第50回衆議院議員総選挙では同党から立候補することが発表された。10月27日の投開票の結果、滋賀1区において小選挙区で当選。12月の党人事では、国会議員団代表に就任した前原の下で代表補佐に就任した。2025年8月12日、党政務調査会長に就任。

## 政策・主張

### 憲法
- 日本国憲法の憲法改正論議について、2021年のアンケートで「どちらかといえば賛成」と回答[21]。
- 憲法9条への自衛隊の明記について、2021年のアンケートで「どちらかといえば反対」と回答[22]。

### 外交・安全保障
- 「他国からの攻撃が予想される場合には敵基地攻撃もためらうべきではない」との問題提起に対し、2021年のアンケートで「どちらとも言えない」と回答[21]。
- 「北朝鮮に対しては対話よりも圧力を優先すべきだ」との問題提起に対し、2021年のアンケートで「どちらとも言えない」と回答[21]。
- 普天間基地の辺野古への移設について、2021年のアンケートで「どちらかといえば反対」と回答[21]。

### ジェンダー
- 選択的夫婦別姓制度の導入について、2021年のアンケートで「賛成」と回答[21]。
- 同性結婚を可能とする法改正について、2021年のアンケートで「賛成」と回答[22]。
- 「LGBTなど性的少数者をめぐる理解増進法案を早期に成立させるべきか」との問題提起に対し、2021年のアンケートで「賛成」と回答[21]。
- クオータ制の導入について、2021年のアンケートで「どちらかといえば賛成」と回答[22]。

### その他
- 「原子力発電への依存度について今後どうするべきか」との問題提起に対し、2021年のアンケートで「下げるべき」と回答[22]。
- 新型コロナウイルス対策として、消費税率の一時的な引き下げは「必要」と回答[22]。

## 選挙歴
| 当落 | 選挙                   | 執行日         | 選挙区      | 政党         | 得票数    | 得票率 | 定数 | 得票順位 /候補者数 | 政党内比例順位 /政党当選者数 |
| ---- | ---------------------- | -------------- | ----------- | ------------ | --------- | ------ | ---- | ------------------ | ---------------------------- |
| 比当 | 第49回衆議院議員総選挙 | 2021年10月31日 | 滋賀県第1区 | 国民民主党   | 8万4106票 | 45.05% | 1    | 2/3                | 1/1                          |
| 当   | 第50回衆議院議員総選挙 | 2024年10月27日 | 滋賀県第1区 | 日本維新の会 | 7万4126票 | 42.97% | 1    | 1/3                | /                            |